# Wiśniowa (gromada w powiecie strzyżowskim)
Wiśniowa – dawna gromada, czyli najmniejsza jednostka podziału terytorialnego Polskiej Rzeczypospolitej Ludowej w latach 1954–1972.
Gromady, z gromadzkimi radami narodowymi (GRN) jako organami władzy najniższego stopnia na wsi, funkcjonowały od reformy reorganizującej administrację wiejską przeprowadzonej jesienią 1954 do momentu ich zniesienia z dniem 1 stycznia 1973, tym samym wypierając organizację gminną w latach 1954–1972.
Gromadę Wiśniowa z siedzibą GRN w Wiśniowej utworzono – jako jedną z 8759 gromad na obszarze Polski – w powiecie krośnieńskim w woj. rzeszowskim na mocy uchwały nr 24/54 WRN w Rzeszowie z dnia 5 października 1954. W skład jednostki weszły obszary dotychczasowych gromad Wiśniowa, Jazowa i Niewodna (bez przysiółków Grabiny, Zagóra i Dział) ze zniesionej gminy Wiśniowa w tymże powiecie.
13 listopada 1954 gromada weszła w skład nowo utworzonego powiatu strzyżowskiego, gdzie ustalono dla niej 19 członków gromadzkiej rady narodowej.
31 grudnia 1961 do gromady Wiśniowa włączono obszar zniesionej gromady Szufnarowa, wsie Kalembina i Kozłówek ze zniesionej gromady Kożuchów, wieś Pstrągówka ze zniesionej gromady Pstrągówka oraz przysiółki Grabina, Zagóra i Działy ze znoszonej gromady Różanka (które włączono do wsi Niewodna) w tymże powiecie.
Gromada przetrwała do końca 1972 roku, czyli do kolejnej reformy gminnej. 1 stycznia 1973 – tym razem w powiecie strzyżowskim – reaktywowano gminę Wiśniowa.